# Daniel Dias
Daniel de Faria Dias (Campinas, 24 de mayo de 1988) es un deportista brasileño que compite en natación adaptada. Ganó 27 medallas en los Juegos Paralímpicos de Verano entre los años 2008 y 2020.

## Palmarés internacional
| Juegos Paralímpicos | Juegos Paralímpicos     | Juegos Paralímpicos | Juegos Paralímpicos             |
| Año                 | Lugar                   | Medalla             | Prueba                          |
| ------------------- | ----------------------- | ------------------- | ------------------------------- |
| 2008                | Pekín (China)           | Medalla de oro      | 50 m espalda S5                 |
| 2008                | Pekín (China)           | Medalla de oro      | 100 m libre S5                  |
| 2008                | Pekín (China)           | Medalla de oro      | 200 m libre S5                  |
| 2008                | Pekín (China)           | Medalla de oro      | 200 m estilos SM5               |
| 2008                | Pekín (China)           | Medalla de plata    | 50 m libre S5                   |
| 2008                | Pekín (China)           | Medalla de plata    | 50 m mariposa S5                |
| 2008                | Pekín (China)           | Medalla de plata    | 100 m braza SB4                 |
| 2008                | Pekín (China)           | Medalla de plata    | 4 × 50 m estilos (20 ptos.)     |
| 2008                | Pekín (China)           | Medalla de bronce   | 4 × 50 m libre (20 ptos.)       |
| 2012                | Londres (Reino Unido)   | Medalla de oro      | 50 m espalda S5                 |
| 2012                | Londres (Reino Unido)   | Medalla de oro      | 50 m mariposa S5                |
| 2012                | Londres (Reino Unido)   | Medalla de oro      | 100 m braza SB4                 |
| 2012                | Londres (Reino Unido)   | Medalla de oro      | 50 m libre S5                   |
| 2012                | Londres (Reino Unido)   | Medalla de oro      | 100 m libre S5                  |
| 2012                | Londres (Reino Unido)   | Medalla de oro      | 200 m libre S5                  |
| 2016                | Río de Janeiro (Brasil) | Medalla de oro      | 50 m espalda S5                 |
| 2016                | Río de Janeiro (Brasil) | Medalla de oro      | 50 m libre S5                   |
| 2016                | Río de Janeiro (Brasil) | Medalla de oro      | 100 m libre S5                  |
| 2016                | Río de Janeiro (Brasil) | Medalla de oro      | 200 m libre S5                  |
| 2016                | Río de Janeiro (Brasil) | Medalla de plata    | 100 m braza SB4                 |
| 2016                | Río de Janeiro (Brasil) | Medalla de plata    | 4 × 50 m libre (20 ptos.)       |
| 2016                | Río de Janeiro (Brasil) | Medalla de plata    | 4 × 100 m libre (34 ptos.)      |
| 2016                | Río de Janeiro (Brasil) | Medalla de bronce   | 50 m mariposa S5                |
| 2016                | Río de Janeiro (Brasil) | Medalla de bronce   | 4 × 100 m estilos (34 ptos.)    |
| 2020                | Tokio (Japón)           | Medalla de bronce   | 100 m libre S5                  |
| 2020                | Tokio (Japón)           | Medalla de bronce   | 200 m libre S5                  |
| 2020                | Tokio (Japón)           | Medalla de bronce   | 4 × 50 m libre (20 ptos.) mixto |